# Ethan Bear
Ethan Bear (Regina, 26 de juny de 1997) és un jugador d'hoquei sobre gel canadenc d'ètnia cree, en la posició de defensa, que des del 2018 juga amb els Edmonton Oilers a la National Hockey League (NHL).

## Trajectòria esportiva
Va ser escollit a la cinquena ronda del Draft de 2015 per l'Edmonton Oilers i va jugar als Seattle Thunderbirds a la Western Hockey League (WHL). El 2 de juliol de 2016 va signar contracte per a tres anys amb els Edmonton Oilers. L'1 de març de 2018 va debutar a la NHL en un partit contra els Nashville Predators. El 25 de març de 2018 va registrar el seu primer gol a la NHL en un 5-4 a la pròrroga contra els Anaheim Ducks. El 28 de juliol de 2020 es va anunciar que podria lluir el nom del dorsal en l'alfabet sil·làbic cree. No obstant, aquest dret només li va ser concebut pel partit amistós d'exhibició conegut com a «Batalla d'Alberta», jugat l'endemà contra el Calgary Flames.

## Vida personal
Bear va néixer a Regina, Saskatchewan, i es va criar a la nació Ochapowace, a prop de Whitewood, també a Saskatchewan. El seu germà gran, Everett, també jugava a hoquei sobre gel. Va afrontar el racisme dels aficionats a l'hoquei que es vasaven en estereotips per ser un jugador de creixement «lent», però això el va motivar a treballar més i es va inspirar en el seu germà i altres jugadors d'hoquei amerindis, inclosos Carey Price, Jordin Tootoo, Brandon Montour, Arron Asham i Micheal Ferland. A l'estiu, està al càrrec de la gestió d'un campament d'hoquei juvenil a Ochapowace.

## Estadístiques

### Fase regular i playoffs
| 2012–13   | Yorkton Harvest      | SMHL      | 38 | 7  | 28 | 35 | 30 | 5  | 1 | 1  | 2  | 0  |
| 2012–13   | Seattle Thunderbirds | WHL       | 1  | 0  | 0  | 0  | 0  | —  | — | —  | —  | —  |
| 2013–14   | Seattle Thunderbirds | WHL       | 58 | 6  | 13 | 19 | 18 | 9  | 2 | 2  | 4  | 6  |
| 2014–15   | Seattle Thunderbirds | WHL       | 69 | 13 | 25 | 38 | 23 | 6  | 1 | 2  | 3  | 0  |
| 2015–16   | Seattle Thunderbirds | WHL       | 69 | 19 | 46 | 65 | 33 | 18 | 8 | 14 | 22 | 8  |
| 2016–17   | Seattle Thunderbirds | WHL       | 67 | 28 | 42 | 70 | 21 | 17 | 6 | 20 | 26 | 12 |
| 2017–18   | Bakersfield Condors  | AHL       | 37 | 6  | 12 | 18 | 12 | —  | — | —  | —  | —  |
| 2017–18   | Edmonton Oilers      | NHL       | 18 | 1  | 3  | 4  | 10 | —  | — | —  | —  | —  |
| 2018–19   | Bakersfield Condors  | AHL       | 52 | 6  | 25 | 31 | 34 | 8  | 2 | 2  | 4  | 4  |
| 2019–20   | Edmonton Oilers      | NHL       | 71 | 5  | 16 | 21 | 33 | 4  | 0 | 0  | 0  | 0  |
| Total NHL | Total NHL            | Total NHL | 89 | 6  | 19 | 25 | 43 | 4  | 0 | 0  | 0  | 0  |

### Internacional
| Any             | Equip             | Esdeveniment    | Resultat          | GP | G | A | Pts | PIM |
| --------------- | ----------------- | --------------- | ----------------- | -- | - | - | --- | --- |
| 2014            | Canadà occidental | U17             | 9è                | 5  | 0 | 1 | 1   | 0   |
| 2014            | Canadà            | IH18            | Medalla d'or      | 5  | 1 | 1 | 2   | 2   |
| 2015            | Canadà            | WJC18           | Medalla de bronze | 7  | 0 | 3 | 3   | 6   |
| Total de júnior | Total de júnior   | Total de júnior | Total de júnior   | 17 | 1 | 5 | 6   | 8   |

## Premis i honors
| Premi                           | Any        |        |
| ------------------------------- | ---------- | ------ |
| SMHL                            |            |        |
| Primer equip All-Star           | 2013       |        |
| WHL                             |            |        |
| Primer equip All-Star de l'Oest | 2016, 2017 |        |
| Trofeu Memorial Bill Hunter     | 2017       | [ 12 ] |